# Мемристор
Мемристор (на английски: memristor) е електронен пасивен елемент, като названието му идва от комбинирането на „memory“-памет и „resistor“ – резистор). Неговото основно свойство е да изменя съпротивлението си в зависимост от протичащия през него електричен заряд. Тази зависимост е нелинейна и се проявява най-силно в наномащаби. Може да бъде разглеждан и като четвърти клас електронна схема сред основните пасивни елементи: резистор, кондензатор и индуктивен елемент.

## История
Изследванията за създаване на елементи с подобно действие датират още от законите на Фарадей 1808.
Елементът е изобретен през 1971 от Леон Чуа (Leon Chua)). В самото начало е използван само в няколко примерни схеми. По-късно елементът се използва в специални схеми, като чрез него се реализират различни комбинации между съпротивление, електрическо напрежение и електричен заряд.
През 2008 г. американската компания Hewlett-Packard създава лабораторен образец. Според заявления на фирмите Hynix и Hewlett-Packard, технологията вече е готова за производство на мемристори. Отначало се съобщава, че памети на базата на мемристори ще се появят през 2013 г., но по-късно пускането им е отложено за 2014 г.

## Теория
Дефиниран е като нелинеен елемент и се определя връзката между магнитния поток и електричния заряд. Измервателните единици на елемента са мемристенз и се измерва (Wb/C, (вебер за кулон) или ом) с диференциално уравнение M = dΦm / dq. Принципната волт-амперна характеристика на елемента е деформиран хистерезис.

## Видове мемристори

### Молекулярна и йонна мемристорна система
- мемристори от титанов диоксид
- Полимерни мемристори
- Манганатни мемристорни системи
- Резонансно-тунелни мемристори
- Силициево-оксидни мемристори

### Спин базиран и магнитна мемристорна система
- Спинтроник мемристори

## Приложение
Елементът може да се използва като материал за изработване на носители на информация (електрически сигнали) или компютърна памет.
Учените Massimiliano Di Ventra (Масимилияно Ди Вентра), Pershin(Першин) и Chua (Чуа) разработват елементите Мемкондензатор и Меминдуктор въз основа на мемристорната система.